# Revelado fotográfico
El revelado fotográfico es el proceso que se lleva a cabo para que la imagen latente presente en una placa o película fotográfica se haga visible. Cuando se realiza sobre papel fotosensible a partir de un negativo, se le llama "positivado" o ampliación del negativo.

## Procedimiento
El proceso de revelado varía conforme al procedimiento y material fotográfico que se esté utilizando; en blanco y negro, por lo regular consta de siete pasos para el revelado del negativo, de cinco para el del papel, en el caso de utilizar papel resina, y de ocho para papel fibra.[cita requerida]
Para el negativo
- Preparación/Prehumectado
- Revelado
- Baño de paro/stop/detención del revelador
- Lavado
- Fijación
- Lavado
- Aclarado
- Lavado final
- PhotoFlo

Para el papel resina
- Revelado
- Baño de paro
- Lavado
- Fijación
- Lavado final

Para el papel fibra
- Revelado
- Baño de paro
- Lavado
- Fijación 1
- Fijación 2
- Lavado
- Aclarado
- Lavado final

### Revelado de negativos
Los pasos a seguir son los siguientes:
- Se introduce el negativo en un marco,(En total oscuridad, debido a que el material de la película es fotosensible) si es película plana, o en una espiral, si es un carrete. Posteriormente se introduce en el tanque y se verifica que se encuentre correctamente cerrado el tanque, para poder continuar trabajando con la luz encendida.
- Verter en el tanque un pre-humectado de agua aproximadamente a 20 °C, aunque algunos fotógrafos experimentados opinan que este prelavado baja un 5 % aproximado el contraste y que solamente lo recomiendan cuando el tanque es rotativo como Unicolor o Jobo.
- Verter el revelador en el tanque, sólo retirando la tapa que permite introducir el químico sin el paso de luz al negativo.
- Se prosigue agitando el tanque en forma adecuada durante diez segundos de cada minuto. Algunos fotógrafos tienen la costumbre de golpear el tanque con la idea de sacar los burbujas de aire que podrían manchar el revelado; sin embargo, los químicos de revelado tienen en su formulación humectantes que rompen naturalmente la tensión superficial de los líquidos impidiendo que se formen burbujas. Los tiempos y la temperatura son los que indique el fabricante.

El tiempo que permanecerá el revelador en el tanque dependerá de:
- Marca de revelador
- Temperatura del revelador
- Disolución del revelador
- Tipo de película

- Retirar el revelador y poner el baño de paro, en agitación continua. Debe actuar por un minuto. Este baño detiene la acción del revelador. Se puede usar solución de ácido acético o vinagre en agua.
- Devolver el baño de paro a su botella y echar el baño fijador y hacer lo mismo que para el revelador (las inversiones y los golpes). Los tiempos, al igual que el revelador, son los que indique el fabricante. Puede tomarse, como referencia, el doble del tiempo de clarificación, que es el tiempo que necesita dicho baño para dejar transparente la emulsión a fijar. Este paso hace soluble los haluros de plata de la emulsión, que se disuelve con el agua del propio baño ayudando a la protección del negativo. Una vez fijada, ya no hay peligro de que la luz dañe la película.
- Abrir el tanque y realizar el lavado con agua corriente. Es igual de importante que los demás procesos, pues con el lavado se eliminan los restos de las sales de plata y los restos de anteriores baños del negativo. Suele ser de unos diez o quince minutos.
- Al terminar, se da al negativo un baño humectante. Se deja actuar un minuto y se cuelga el negativo en un lugar que esté protegido del polvo y de otras intoxicaciones. Existen armarios secadores muy eficaces. El secar negativos con secadores de pelo puede producir una menor calidad, pues se introducen en la emulsión partículas indeseables.[cita requerida]

Es importante tener mucho cuidado con estos pasos, ya que un simple roce con una uña, al estar la emulsión húmeda, puede dañar la película.[cita requerida]

### Positivado
Es el nombre que se da al proceso cuando se obtiene la imagen a partir del negativo sobre un soporte opaco, de papel fotográfico. Cuando el tamaño de la imagen resultante coincide con el del negativo se denomina «contacto», y se llama «hoja de contactos» al papel que contiene varios de ellos, mientras que, si se obtiene con un tamaño mayor mediante el uso de una ampliadora fotográfica, se llama «ampliación».[cita requerida]
Las fases del proceso son similares, aunque existen algunas diferencias:
- Los papeles fotográficos permiten en la mayoría de los casos el uso de una luz inactínica para controlar el proceso. La más eficaz es la amarillo-verdosa específica que diseñan las casas comerciales de laboratorio. El uso de luz roja es incómodo, porque no permite una valoración exacta de la copia cuando se está revelando. Tiene sentido si se trabaja con película ortocromática.
- Hay algunas diferencias entre la composición química de los reveladores y fijadores y la del revelado de película.
- Existen diferencias en los tiempos de procesado: el tiempo óptimo de revelado se suele situar en torno a los dos minutos, y sobre diez o quince minutos para el fijado.
- En ocasiones se producen en este momento efectos, con manipulaciones que se hacen durante el proceso, como solarizaciones o tras el mismo como virados.[cita requerida]

Para realizar este proceso, es necesario contar con un cuarto oscuro, en donde se recomienda mantener diferenciadas la zona húmeda y la zona seca, procurar atención a no tener enchufes en la zona húmeda y el aislamiento de luz exterior y buena ventilación.[cita requerida]
El equipo a utilizar es:
- Ampliadora
- Reloj
- Marginador
- Lupa de enfoque
- Luz de seguridad
- Cubetas y pinzas
- Esmaltadora
- Prensa de contactos

### Consideraciones
El baño revelador tiene que tener en la mayor parte de los casos en el momento de uso una temperatura entre 18 y 26 °C. Lo ideal es 20 °C. Si la temperatura es menor a 20 °C se dará un minuto más cada dos grados de menos. Si la temperatura es mayor a 20 °C se dará un minuto de menos por cada dos grados de más. Por debajo de 14 °C el negativo queda muy vulnerable porque la emulsión ofrece resistencia a los líquidos y porque la mayoría de productos del revelador pierden eficacia. El revelado produce una imagen de plata metálica negra amplificando los haluros de plata expuestos que ya han generado imagen latente. El tiempo del revelado depende del tipo de negativo. El exceso de revelado aumenta el contraste en un primer momento, del negativo/papel, mientras que la falta lo disminuye (puede hacerse para un resultado equivalente a usar película de diferente sensibilidad compensando una exposición no acorde con la que nominalmente presenta la emulsión). Normalmente los fabricantes de reveladores ya indican, en unas tablas que acompañan al producto, los tiempos adecuados según la temperatura.